# Patrocinadores e fornecedores de material esportivo do Sport Club Corinthians Paulista
Este anexo lista os patrocinadores e fornecedores de material esportivo do Sport Club Corinthians Paulista

## Tabela
| Período         | Fornecedor |
| --------------- | ---------- |
| 1982-1989       | Topper     |
| 1990-1994       | Finta      |
| 1995-1998       | Penalty    |
| 1999-2002       | Topper     |
| 2003-atualmente | Nike       |

| Período   | Patrocinador      |
| --------- | ----------------- |
| 1983      | Cofap             |
| 1984      | Corona            |
| 1985-1994 | Kalunga           |
| 1995-1996 | Suvinil           |
| 1997-1998 | Excel             |
| 1999-2000 | Batavo            |
| 2000-2004 | Pepsi             |
| 2005-2007 | Samsung           |
| 2008      | Medial Saúde      |
| 2009      | Batavo            |
| 2010-2012 | Hypermarcas       |
| 2012-2017 | Caixa             |
| 2019-2020 | Banco BMG         |
| 2021-2023 | Neo Química       |
| 2024      | VaideBet          |
| 2024-     | Esportes da Sorte |

## Histórico
1982 - Bombril
Surgiu na camisa corintiana apenas para a decisão do título paulista daquele ano, contra o São Paulo. E só nas costas, como exigia a legislação da época.
1983 - Cofap
Foi a primeira marca a ocupar também a frente da camisa, a partir do Campeonato Paulista. Com ela, o Timão chegou ao bi.
1984 - Citizen
Apareceu apenas em algumas partidas do Campeonato Brasileiro e na excursão ao Japão, no início do ano.
1984 - Bic
Esteve estampada na camisa por apenas uma partida: a decisão do Campeonato Paulista, contra o Santos.
1984 - Duchass Corona
A empresa ajudou na renovação do contrato de Sócrates.
1985 a 1994 - Kalunga
O mais longo de todos os casamentos: apareceu pela primeira vez na camisa alvinegra num empate contra o Vasco da Gama (2-2), pelo Brasileiro, no dia 27 de janeiro de 1985. E só se despediu quase dez anos depois, no jogo Corinthians 1 x 1 Palmeiras.
1995 a 1996 - Suvinil
Entrou em campo para ganhar um Campeonato Paulista e uma Copa do Brasil.
1997 a 1998 - Excel
Além da publicidade, firmou um acordo mais amplo com o clube, que incluía compra de jogadores e outros investimentos. Vestia o time campeão paulista em 1997.
1998 - DDD/Embratel
Publicidade que entrou para jogar as finais durante o Brasileiro de 1998, contra o Cruzeiro. A estratégia deu sorte: o Timão foi campeão.
1999 a 2000 - Batavo
A resposta corintiana à concorrente Parmalat, do Palmeiras. Estava estampada nas camisas do time bicampeão brasileiro, em 1999, e campeão mundial, em 2000.
2000 a 2005 - Pepsi
Chegou no dia 21 de janeiro de 2000, apenas uma semana depois da conquista do Mundial da FIFA. Com ela, o Timão ganhou dois Paulistas (2001 e 2003) e um Rio São Paulo (2002).
2003 - Kolumbus
Chegou no início de 2003, após um acordo da diretoria com a empresa, para que pagasse metade do salário do volante Vampeta, estampou apenas as mangas da camisa e saiu no ano seguinte. Com este patrocínio, o Corinthians ganhou o Campeonato Paulista de 2003.
2004 - Siemens
Assim como a Kolumbus, estampou apenas as mangas da camisa e após desacordos com a nova parceria do clube, saiu no mesmo ano.
2005 a 2007 - Samsung
Em 2005, após seis meses sem patrocínio, a parceria Corinthians/MSI acertou com a Samsung. Com ela veio o Tetra Campeonato Brasileiro. Deixou de ser patrocinadora do clube ao abaixar o valor do patrocínio devido à queda da equipe para a Série B.
2008 - Medial Saúde
Patrocinou o Timão durante o "calvário" na série B, pagando o referente a 16,5 milhões de reais em um contrato de um ano, se tornando o maior patrocínio de clubes brasileiros na época, superando os R$16,2 milhões pagos da Petrobrás ao Flamengo, e os R$16 milhões pagos da LG ao São Paulo. Em 20 de dezembro, o contrato foi encerrado pois o clube almejava ganhar mais após a chegada de Ronaldo "Fenômeno" (a partir de R$20 milhões). Apesar do contrato encerrado, em agradecimento a marca hospitalar, o Corinthians continuou usando a marca após o termino do contrato nos treinos e na concentração do time em Itú para a pré-temporada, que obteve um bom lucro com a exposição.
2009 - Ford, Vivo e LOCAWEB
Durante o amistoso contra o Estudiantes de La Plata, no dia 17 de janeiro, o Corinthians, que estava sem patrocínio, negociou com as três marcas para estarem na camisa apenas no amistoso, numa tática chamada de "marketing de oportunidade". A Ford, ganhou o espaço na frente e nas costa, a Vivo com dois logos na parte da frente perto do escudo, e a LOCAWEB ficou com as mangas. Somando os patrocínios da camisa, os banner de propaganda do estádio e os direitos de TV, que foi comprado pela Rede Globo, o clube ganhou cerca de 1,5 milhões de reais.
2009 - LOCAWEB
Após não conseguir patrocino até o início do Campeonato Paulista, o Corinthians continuou com um dos três anunciantes do amistoso contra o Estudiantes, no começo do ano, que foi a Locaweb, que continuou a ocupar o espaço das mangas, por mais dois jogos contra o Barueri e Bragantino durante o Campeonato Paulista.
2009 - Suvinil e Syl
O Corinthians fechou patrocínio com as duas empresas para as 2 partidas finais da Copa São Paulo de Juniores. A Suvinil voltava a equipe do Corinthians, depois de patrocinar o clube em 1995 e 1996, e ficou no espaço da frente e da costas, e a Syl ficou com as mangas. Eles acabaram dando sorte, com o time se consagrando Heptacampeão da "Copinha".
2009 - AACD 
No clássico contra o São Paulo no Campeonato Paulista de 2009, o clube que ainda estava sem patrocínio entrou com o logo da Associação de Assistência a Portadores de Deficiência sem receber nada pela propaganda, além de que todas as camisas foram autografadas e o lucro revertido para a AACD. Após o clássico, o clube recebeu uma homenagem da com uma carta redigida pelo próprio presidente da entidade agradecendo ao apoio.
2009 - Visa, Panasonic e Lupo 
No clássico contra o Palmeiras pelo Campeonato Paulista de 2009, o Corinthians acertou com três patrocínio para vai disputa do Derby (como é conhecido o clássico entre Corinthians e Palmeiras). As empresas Visa (com espaço frente e costas), Panasonic (mangas) e Lupo (calção e espaço abaixo do número) foram os escolhidos para ficar na camisa do Timão apenas no clássico. Estas marcas receberam uma exposição mundial por terem sido a que ocupavam o espaço na camisa no 1º gol de Ronaldo com a camisa do clube, aos 47 minutos do segundo tempo.
2009 - Batavo/Perdigão
Após dez anos, a empresa de Laticínios Batavo volta a estampar as camisas do clube. Apesar de não ter conseguido um patrocínio de no mínimo R$20 milhões como era esperado, novamente o Corinthians consegue o maior patrocínio do Brasil, com o valor de R$18 milhões por 10 meses de contrato. Com a Batavo estampada na camisa, o clube ganhou em 1999 o bicampeonato brasileiro, e em 2000, o Mundial de Clubes da FIFA. Em alguns jogos, o patrocínio foi mudado para Perdigão, que é a dona dos direitos da Batavo. Com ele foi Campeão Paulista e da Copa do Brasil de 2009.
2009 - Banco Panamericano/Grupo Silvio Santos
O Corinthians assinou com patrocinador para as duas partidas finais do Campeonato Paulista: o Banco PanAmericano, banco e financeira do Grupo Silvio Santos. O novo patrocínio vai estampar os calções, o qual o atacante Ronaldo, por meio de contrato firmado com o clube tem direito de 80% dos lucros e 20% do Corinthians. O contrato inicialmente para as duas partidas finais acabou fechando para o resto da temporada de 2009, onde além da marca do Banco PanAmericano no calção e frente (abaixo do patrocínio principal), no calção na parte da fretnte, e nas costas (abaixo do nome do jogador), ganhou dois novos logotipos na omeoplata, ou ombros, onde revezaram a Tele Sena e Baú da Felicidade. Viu o time ser Campeão Paulista e da Copa do Brasil de 2009.
2009 - Bozzano
Inicialmente o patrocínio com a marca de gel e cremes de barbear ficaria apenas para a primeira final do Campeonato Paulista de 2009, entre Santos x Corinthians, mas um acordo entre a Hypermarcas, dona da Bozzano, e o Corinthians, fecharam um acordo até o final do ano. O esquema da negociação é o mesmo dos patrocínios de calção onde o atacante Ronaldo tem direito de 80% dos lucros e 20% do Corinthians. Foi a marca que estampou o time Campeão Paulista de 2009 e da Copa do Brasil do mesmo ano.
2009 - Avanço
Depois de preencher espaços na frente, costas, mangas, calção e meião, o Corinthians acerta com um patrocinador de desodorante, que pertence a Hypermarcas, a mesma dona da marca Bozzano que patrocina as mangas do time. A novidade foi o local escolhido para ficar a marca de desodorante, que foi as axilas do uniforme.
2010 a 2012 - Grupo Hypermarcas
Pelo terceiro ano seguido, o Corinthians apresentou o maior patrocínio do Brasil, acertando com o grupo Hypermarcas, que já possuia as marcas Bozzano (braços), e Avanço (axilas) no uniforme. O acordo é de R$ 38 milhões podendo chegar a R$ 50 milhões dependendo do desempenho da equipe no ano do centenário, com reajuste a cada final de ano, e contrato valido até março de 2012. Além da manutenção das duas marcas, juntou-se a Neo Química Laboratórios como patrocinador master (no lugar da Batavo), e o detergente Assim, nos ombros, no espaço que pertencia a Baú e Tele-Sena.
2012 - Fisk
Depois da saída do Banco Panamericano, ultimo patrocinador do Grupo Silvio Santos que ainda restava na camisa do Corinthians, o Timão acertou com o a escola de idiomas Fisk. O valor girá em torno R$ 7,5 milhões por ano além de aulas de inglês para os jogadores.
2012 - Magazine Luiza
No jogo contra o Vasco pelas quartas de finais de Libertadores da América de 2012, o Corinthians acertou com um patrocínio para a disputa do jogo. A empresas Magazine Luiza (com espaço frente e costas).
2012 - AACD 
No jogo contra a Ponte Preta no Campeonato Brasileiro de 2012, o clube que ainda estava sem patrocínio entrou com o logo da Associação de Assistência a Portadores de Deficiência sem receber nada pela propaganda, além de que todas as camisas foram autografadas e o lucro revertido para a AACD.
2012 - Iveco e Marabraz
No clássico contra o Santos, válido pelas semifinais da Libertadores da América de 2012, o Corinthians acertou com dois patrocínios para a disputa do Clássico Alvinegro (como é conhecido o clássico entre Corinthians e Santos). As empresas Iveco (com espaço frente e costas) e Marabraz (mangas) foram os escolhidos para ficar na camisa do Timão apenas no clássico.
2012 - SOS Mata Atlântica
No clássico contra o Palmeiras, válido pela 6º rodada do Campeonato Brasileiro de 2012, o Corinthians, além de buscar os três pontos,  entrou em campo por outro motivo especial: divulgar a SOS Mata Atlântica no peito e nas costas de sua camisa.
2012 - Iveco e Bombril
No jogo contra o Boca Juniors, válido pelas finais da Libertadores da América de 2012, o Corinthians entrou em campo com as marcas das empresas Iveco (com espaço frente e costas) e Bombril (mangas).
2012 - Grupo Cultural Afro Reggae
No jogo contra o CR Vasco da Gama, válido pela 14º Rodada do Campeonato Brasileiro de Futebol de 2012, o Corinthians terá como patrocínio o Grupo Cultural Afro Reggae.
2013 - Caixa , FISK, TIM e NIKE
Caixa (patrocínio master "frente da camisa"), FISK  (barra) e TIM (número) - NIKE (produtos licenciados)
2014- Caixa[ligação inativa], Fisk
2019- BMG, Pes,Joli,Positivo,MarjoSports,Cartão De Todos,UNIVERSIDADE BRASIL,Hapvida,ALE

Banco BMG (patrocínio master "frente da camisa"), Pes 2019  (barra) Positivo (em cima do número), Joli (Debaixo do número), MarjoSports (Antebraço), Cartão de Todos (Ombro), Universidade Brasil (Ombro), Hapvida (perto do escudo da nike do Corinthians), Ale (Abaixo das Axilas), Poty (Atrás do calção) - NIKE (produtos licenciados)